# Pic Zabergan
Le pic Zabergan (en anglais : Zabergan Peak ; en bulgare : връх Заберган) est un pic rocheux culminant à 700 mètres situé dans la péninsule Antarctique, au nord du continent Antarctique.

## Toponymie
Le sommet a été nommé en l'honneur d'un khan bulgare du VIe siècle, Zabergan.

## Géographie
Situé sur la côte de Foyn (en), le sommet surmonte le glacier Beaglehole (en) au nord-est, et le Friederichsen (en) au sud-ouest.